# Gilberto Waller Júnior
Gilberto Waller Júnior é o atual presidente do Instituto Nacional do Seguro Social (INSS).
Formado em Ciências Jurídicas e Sociais com pós-graduação em combate à corrupção e lavagem de dinheiro. Em 1998, ingressou no poder público como procurador no INSS. Entre 2001 e 2004, foi corregedor-geral do órgão. De 2007 a 2008, foi subprocurador-geral.
Entre 2016 e 2019, ocupou a função de ouvidor-geral da Controladoria-Geral da União (CGU) e passou para corregedor-geral da União a partir de 2019.
Quando esteve na CGU, participou de decisões para ampliar o acesso à informações de cidadãos que faziam pedidos via Lei de Acesso à Informação (LAI) e chegou a ter embates internos com órgãos que relutavam em cumprir as regras de transparência.

## Presidência do INSS
Foi nomeado presidente do INSS em 1 de maio de 2025 pelo presidente Lula, após afastamento e demissão do Alessandro Stefanutto no Esquema de fraudes no INSS. Após ser empossado afirmou que foram abertos 13 processos de responsabilização de pessoas jurídicas responsáveis pelo esquema que desviou bilhões de aposentados e pensionistas entre 2019 e 2024, e garantiu que os fraudadores terão os bens bloqueados para garantir a devolução dos recursos aos beneficiários.
No dia 5 de junho, em entrevista ao telejornal Bom Dia Ceará, disse que o INSS falhou gravemente no controle dos descontos em benefícios, permitindo que "entidades fraudulentas" e "bandidos" atuassem fazendo descontos indevidos na conta dos aposentados brasileiros, e reforçou que todos os descontos associativos estão suspensos e admitiu que, desde 1991, quando a lei passou a permitir os acordos de associações com o INSS, nunca houve uma auditoria nos processos e que o órgão nem sequer possui essas documentações.